# ساغر الشيرازي
ساغر الشيرازي (ت. 1235 هـ) هو فقيه وشاعر، من أهل شيراز.
هو الشيخ محمد بن محمد مؤمن بن عز الدين الخزاعي الشيرازي، المشتهر بساغر. توفي سنة 1235 هـ، وقيل سنة 1245 هـ، وقيل سنة 1241 هـ. له ديوان شعر بالفارسية.